# Isabelle de Castille (1355-1392)
Pour les articles homonymes, voir Isabelle de Castille.
Titres
Duchesse d'York
6 août 1385 – 23 décembre 1392
(7 ans, 4 mois et 17 jours)
Comtesse de Cambridge
11 juillet 1372 – 23 décembre 1392
(20 ans, 5 mois et 12 jours)
Isabelle de Castille (1355 à Tordesillas † 23 décembre 1392), duchesse d'York et comtesse de Cambridge, est l'épouse d'Edmond de Langley.

## Biographie
Elle est la troisième fille de Pierre Ier le Cruel, roi de Castille, et de sa maîtresse, Marie de Padilla. 
Dans le cadre de la politique matrimoniale de son père, qui a également marié l'aînée d'Isabelle, Constance, l'année précédente à Jean de Gand, troisième fils du roi d'Angleterre Édouard III et de Philippe de Hainaut, Isabelle épouse Edmond de Langley, comte de Cambridge (quatrième fils d'Édouard III et de Philippa de Hainaut), le 11 juillet 1372, à Wallingford. C'est un mariage servant à renforcer l'alliance entre les dynasties anglaise et castillane. Elle devient donc comtesse de Cambridge, puis plus tard, duchesse d'York.
Elle provoque plusieurs scandales à la cour. Elle est notamment dite avoir eu une relation adultérine avec Jean Holland, comte d'Huntingdon, demi-frère du roi Richard II. Il est possible que son fils Richard, né en 1385, soit le produit de cet adultère, ce qui expliquerait pourquoi ni son père ni son frère ne lui donnèrent de terres.
Elle obtient du roi Richard II une pension annuelle de 500 marcs pour son fils Richard. Mais la déposition du roi en 1399 met fin à cette faveur. Elle est inhumée dans l'église des frères dominicains de Kings Langley (Hertfordshire).

## Mariage et descendance
De son mariage avec Edmond de Langley, elle eut trois enfants :
- Édouard d'York (v. 1373 † 1415), 2e duc d'York et comte de Rutland, tué à la bataille d'Azincourt ;
- Constance (v. 1375 † 1416), mariée en 1379 à Thomas le Despenser, 1er comte de Gloucester ;
- Richard de Conisburgh (1385 † 1415), comte de Cambridge, arrêté pour haute trahison et décapité.